# 趙為幹
趙為幹（？—1039年），卢龙军（今河北省卢龙县）人，辽朝官员，趙匡禹第五子。
趙為幹的曾祖父是辽太宗时南府宰相趙思溫，祖父保静军节度赵延宁（赵延威），父亲遂州觀察使趙匡禹。趙為幹曾监永济盐院，除授中京牢城指挥使。官至银青崇禄大夫、檢校工部尚书、使持节沂州诸军事、行沂州刺史、兼殿中侍御史、飞骑尉，天水县开国男、食邑三百户。重熙八年（1039年）去世。《卢龙赵氏家传》记载趙為幹有三子赵相之、赵进之、赵尚子，《赵为干墓志》记载趙為幹三子赵伸之、赵晋之、赵太儿。1979年，在辽宁朝阳县发现赵为干墓。。